# پنج (آلبوم مارون فایو)
«پنج» (به انگلیسی: V) آلبومی از گروه موسیقی آلترنتیو راک مارون فایو است که در ۲۹ اوت ۲۰۱۴ منتشر شد.